# Форт-Фоллі 1
Форт-Фоллі 1 (англ. Fort Folly 1) — індіанська резервація в Канаді, у провінції Нью-Брансвік, у межах графства Вестморленд.

## Населення
За даними перепису 2016 року, індіанська резервація нараховувала 40 осіб, показавши скорочення на 16,7%, порівняно з 2011-м роком. Середня густина населення становила 72,5 осіб/км².
З офіційних мов обидвома одночасно володіли 5 жителів, тільки англійською — 35. Усього 5 осіб вважали рідною мовою не одну з офіційних, з них усі — одну з корінних мов.
Працездатне населення становило 50% усього населення, усі були зайняті.

## Клімат
Середня річна температура становить 5,4°C, середня максимальна – 21,4°C, а середня мінімальна – -13,9°C. Середня річна кількість опадів – 1 202 мм.
| Клімат поселення                              | Клімат поселення | Клімат поселення | Клімат поселення | Клімат поселення | Клімат поселення | Клімат поселення | Клімат поселення | Клімат поселення | Клімат поселення | Клімат поселення | Клімат поселення | Клімат поселення | Клімат поселення |
| Показник                                      | Січ.             | Лют.             | Бер.             | Квіт.            | Трав.            | Черв.            | Лип.             | Серп.            | Вер.             | Жовт.            | Лист.            | Груд.            |                  |
| Середній максимум, °C                         | −2,26            | −1,38            | 3,40             | 9,17             | 15,42            | 20,15            | 21,42            | 21,30            | 17,34            | 11,76            | 6,27             | −0,46            |                  |
| Середня температура, °C                       | −8,07            | −7,2             | −2,42            | 3,35             | 9,62             | 14,34            | 17,59            | 17,46            | 13,52            | 7,94             | 2,43             | −4,3             |                  |
| Середній мінімум, °C                          | −13,87           | −13,03           | −8,22            | −2,46            | 3,80             | 8,53             | 13,75            | 13,62            | 9,67             | 4,09             | −1,4             | −8,14            |                  |
| Норма опадів, мм                              | 110              | 87               | 101              | 88               | 101              | 97               | 95               | 85               | 95               | 108              | 116              | 119              |                  |
| Середньомісячна швидкість вітру, м/с          | 4.68             | 4.60             | 4.70             | 4.54             | 4.13             | 3.70             | 3.41             | 3.32             | 3.64             | 4.10             | 4.42             | 4.75             |                  |
| Середньомісячна сонячна радіація, кДж/м²·день | 5194             | 8597             | 12251            | 15099            | 18129            | 20344            | 20055            | 17637            | 13318            | 8484             | 4905             | 3919             |                  |
| --------------------------------------------- | ---------------- | ---------------- | ---------------- | ---------------- | ---------------- | ---------------- | ---------------- | ---------------- | ---------------- | ---------------- | ---------------- | ---------------- | ---------------- |
| Джерело:                                      |                  |                  |                  |                  |                  |                  |                  |                  |                  |                  |                  |                  |                  |